# امشب اینجا
امشب اینجا نمایشی به نویسندگی و کارگردانی مژگان خالقی است که نخستین بار از ۲۴ شهریور تا ۱۵ مهر ۱۳۹۸ در تالار ایرانشهر روی صحنه رفت. این نمایش چهارم مهر ۱۳۹۸ توقیف شد اما پس از سه روز اجرای آن از سر گرفته شد.
خلاصه : زنی پانزده سال پس از مرگ خود به خواب خواهرش می آید و بخش نهان زندگی و روابط خود را فاش می کند.
محمد چرم‌شیر دراماتورژ این اثر بود .

## بازیگران
- میترا حجار
- ترلان پروانه
- جواد مولانیا
- مژگان خالقی